# カジミエシュ・プワスキ
カジミェシュ・プワスキ（ポーランド語:Kazimierz Pułaskiカジーミェシュ・プワースキ（発音:ka'ʑimʲɛʐ pu'waski）；カジミール・プラスキ；アメリカ英語: Casimir Pulaski、1746年3月4日 - 1779年10月11日）は、ポーランド・リトアニア共和国の貴族、軍人、政治家であり、アメリカ独立戦争中の功績でアメリカ騎兵の父と呼ばれている。以下ではアメリカ英語のカジミール・プラスキと表記する。
ポーランド貴族の著名な一人として、プラスキはロシア帝国のポーランド・リトアニア共和国への支配に対抗するバール連盟の指揮官となった。この反乱に失敗したプラスキはアメリカに渡り、大陸軍の著名な指揮官となった。プラスキはサバンナの戦いで戦死した。

## 生涯

### ポーランドでの活動
プワスキのフルネームは、カジミェシュ・ミハウ・ヴァツワフ・ヴィクトル・プワスキ・ヘルブ・シレポヴロン（Kazimierz Michał Wacław Wiktor Pułaski herbu Ślepowron）であり、ヴァルカ (ポーランド)(Warka)の近くヴィニャルィ(Winiary)で1746年3月4日（3月6日の説あり）に生まれた。プラスキの父ユゼフ・プワスキ(Józef Pułask)は町の代官(starosta)であり、当時最も著名な住人の一人であった。プラスキは若いときにワルシャワに出て、テアティン(Theatines)のカレッジで学んだ。
1762年ポーランド王の封臣で、当時の国王アウグスト3世の息子の一人だったクールラント公カールの給仕として働き始めた。しかし、ミタウに着いていくらも経たないうちにロシア軍が一帯を占領し、公爵家は宮殿から追い出された。プラスキはワルシャワに戻り、1764年に新しいポーランド君主スタニスワフ2世の臣下に加わることになった。

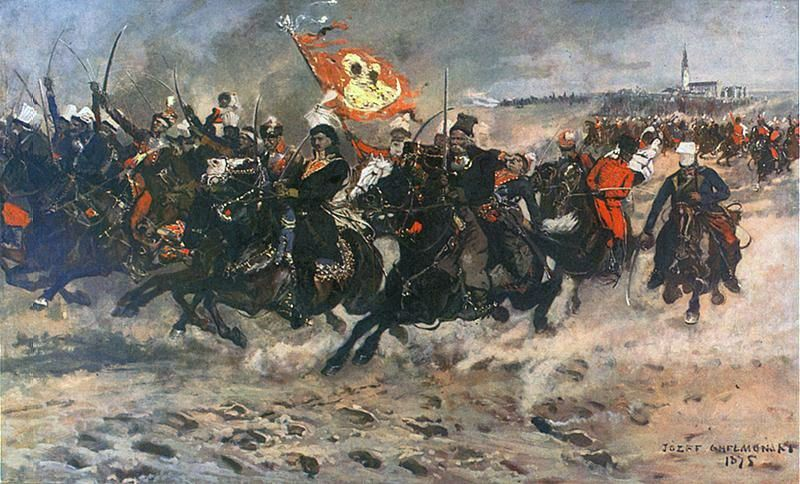
チェンストホヴァのプラスキ、ユゼフ・ヘウモニスキ画

熟練した軍隊の指揮者として、また名家の息子として、1768年2月29日、プラスキは父とともにバール連盟軍の設立者の一人となった。この同盟はポーランド・リトアニア連合王国からロシアの支配を排除することを目ざしていたが、ポーランド駐在ロシア軍が鎮圧に乗り出した。ウォムジャ出身士族として、プラスキは同盟軍の優れた指揮官の一人となった。その年、プラスキはベルディシェフの修道院で包囲され、圧倒的多数の敵に対して2週間持ち堪えた。ロシアの捕虜となったプラスキは、二度と同盟軍に戻らないと誓約させられたのちに釈放された。
しかしプワスキは、そのような強制された誓約に強制力はないものと考え、更に4年間ロシアに対する抵抗を続けた。1769年、プラスキはオコピィ要塞（現在のウクライナ、テルノーピリ州）でまたも大部隊に包囲されることになった。しかしこのときは、勇敢に反撃を行ったあとでロシアの囲みを破り、部隊と共にオスマン帝国に逃げ込み、リトアニアに戻った。プワスキは多くの士族を同盟に参加させ、ロシアへの抵抗を扇動した。
1770年9月10日から1771年1月9日にかけて、プワスキはヤスナ・グラ修道院の包囲戦でポーランド軍を指揮し、防衛に成功した。1771年11月、プラスキは囚われの身となっていたポーランド王奪回計画の主要メンバーにもなった。しかしこの試みは失敗し、同盟もいくらも経たないうちに解散した。プラスキは民衆の敵とされ、国王殺害を謀った廉で欠席裁判のまま死刑を宣告された。プラスキは国を離れたが、ヨーロッパに彼を受け入れてくれる国はなかった。トルコに短期間滞在した後、プラスキはフランスに不法入国し、そこでラファイエットにアメリカ行きを勧められた。

### アメリカ独立戦争
1777年から死ぬまでの2年間、プラスキはアメリカ独立戦争でアメリカのために戦った。プラスキは傑出した騎兵指揮官であり、「アメリカ騎兵の父」と称えられている。プラスキは大陸軍の数少ない騎兵連隊の一つを創設し、その部隊は「プラスキ部隊」と呼ばれた。ブランディワインの戦い、ジャーマンタウンの戦い、サヴァンナの戦いに参戦した。
1779年10月9日、プラスキはサヴァンナの戦いでイギリス軍の防御の弱い場所を探し、騎兵による攻撃を掛けている最中、ブドウ弾で脚の付け根を撃たれた。ジョン・C・クーパー大佐など数人の僚友に担がれて戦場を離脱し、私掠船をやっていた貿易用ブリガンティン船「ワスプ」に担ぎ込まれた。2日後、意識を回復することなく、プラスキは死んだ。

### 死後
プラスキの埋葬場所と時刻については、いくつかの説がある。プラスキの副官など、その当時の目撃者によると、プラスキは水葬に付された後、10月21日にチャールストンで遺体のない埋葬式を行ったという。しかし、ワスプのサミュエル・ブルフィンチ船長らは、負傷したプラスキはワスプから降りてサヴァンナの近くのサンダーボルトの町のグリニッジ農園に連れて行かれ、そこで彼は亡くなり埋葬されたと主張した。
ジョージア州サバンナのモントレー広場で1996年に発掘された人骨はプラスキのものであると推定されている。DNA分析を含む8年間の調査は2004年に終了し、人骨の持ち主の年齢や職業はプラスキと一致していたが、プラスキの人骨であるという結論は出なかった。頭蓋骨の額の治癒した創傷は、プラスキが戦闘で負った負傷の歴史的記録と一致していた。同様に、左頬骨の骨の欠損は良性腫瘍によって引き起こされたと考えられる。スミソニアン協会によって資金提供されたその後の研究の結果が2019年に発表され、プラスキの孫のミトコンドリアDNA、既知の傷害と身体的特徴によって、人骨がプラスキのものであることが確認された。人骨には女性の特徴がいくつかあり、そこからプラスキは女性あるいはインターセックスであった可能性が示唆された。

## 賛辞
ワシントンD.C.の自由の広場には、カジミール・プラスキの騎馬像がある。
プラスキに捧げられた最初の賛辞は、1779年11月17日、ジョージ・ワシントン将軍によるもので、戦場で敵と味方を見分けるための合い言葉だった。その合い言葉とは、問い「プラスキ」答え「ポーランド」であった。
アメリカ合衆国はプラスキのアメリカ独立戦争に対する貢献を長く顕彰してきたが、ポーランド移民が20世紀に入ってその関心を大きくした。大統領声明によって10月11日をプラスキ将軍を記念する日と定められ、プラスキの記憶とポーランド系アメリカ人の継承物に捧げられる日となった。毎年10月にミシガン州グランドラピッズでは「プラスキの日」を祝っている。
ケンタッキー州は1942年以降プラスキ将軍の日を法制化した。イリノイ州は1977年以来、3月の第1月曜日をカジミール・プラスキの日とし、シカゴに多いポーランド系市民が祝っている。シカゴ市内の主要通りの一つ、プラスキ通りは彼の名に因むものである。ウィスコンシン州とインディアナ州も同様な日があり、ウィスコンシン州ミルウォーキーでは毎年パレードがあり、学校は休みとなる。ニューヨーク市の5番街ではプラスキの日にパレードがある。
マサチューセッツ州ノーサンプトンには市役所と歴史的音楽芸術劇場の間のメインストリートに「プラスキ公園」がある。ノーサンプトンとその周辺は多くのポーランド移民とその子孫が定着した所である。

## プラスキにちなむ地名や建造物
南北戦争の舞台となったプラスキ砦（現在のプラスキ砦国立史跡）はカジミール・プラスキを称えて命名された。
アメリカ海軍の潜水艦「カジミア・プラスキ (USS Casimir Pulaski, SSBN-633)」はプラスキに因んで命名された。19世紀のアメリカ沿岸警備隊用カッターも同様である。()また、アメリカから売却されたポーランド海軍のフリゲートの1 艦は「ゲネラウ・カジミェシュ・プワスキ」と命名されている。
プラスキの名前を冠した都市、郡、村
- テネシー州プラスキ市

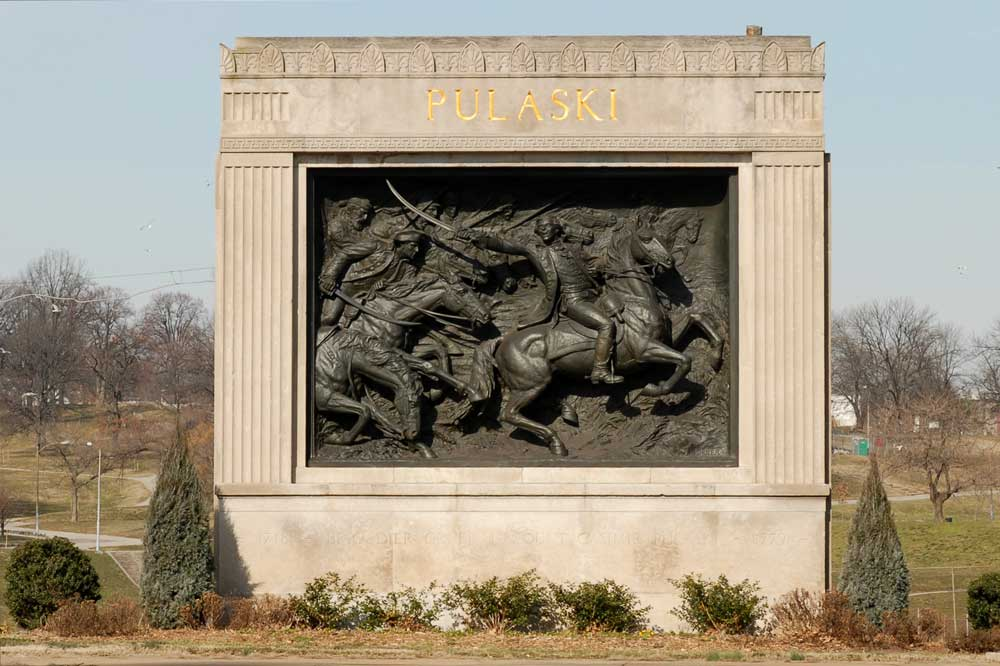
プラスキの記念碑 ボルティモア

- アーカンソー州プラスキ郡（州都リトルロックはプラスキ郡の郡庁所在地でもある）
- ジョージア州プラスキ郡
- イリノイ州プラスキ郡
- インディアナ州プラスキ郡
- ケンタッキー州プラスキ郡
- ミズーリ州プラスキ郡
- バージニア州プラスキ郡
- ウィスコンシン州プラスキ村
- ニューヨーク州プラスキ村

プラスキの名前を冠した施設
- プラスキ橋：インディアナ州カンカキー川に架かる州間高速道路I-65の橋
- プラスキ・スカイウェイ：ニュージャージー州
- プラスキ橋：ニューヨーク市
- プラスキ・ハイウェイ：デラウェア州ニューキャッスルからメリーランド州ボルティモアに通じる高速道路
- カジミール・プラスキ小学校：マサチューセッツ州ベドフォード、及びコネチカット州メリデン
- プラスキ公園：コネチカット州ウォリングフォード
- プラスキ・ハウス：ジョージア州サバンナ芸術工科大学内(en:Savannah College of Art and Design )の寄宿舎
- プラスキ広場：サバンナの歴史地区にある24の広場の内のひとつ。
- プラスキ通り及び公園:ミシガン州ハムトラミック市
- プラスキ通り及び公園：サウスカロライナ州コロンビア市

その他
- ポーランドのラドムには「カジミエシュ・プワスキ工科大学」がある。
- 1985年のアメリカ映画「イヤー・オブ・ザ・ドラゴン」では、「カジミエシュ・プワスキ」という名の貿易船が終盤に登場する。
- アメリカのシンガーソングライター、スフィアン・スティーヴンス(Sufjan Stevens)のアルバム「イリノイ(Illinois)」に収録された歌のタイトルに「カジミール・プラスキの日」がある。その中では歌手の青年期の愛人がカジミール・プラスキの日にガンで死ぬ。
- 2007年3月19日、アメリカ合衆国上院は全会一致でカジミール・プラスキをアメリカ合衆国の物故者「アメリカ合衆国名誉市民」とする法案を可決した。2009年11月6日にアメリカ合衆国名誉市民となった。

## ギャラリー
多くの絵が描かれているが存命当時に描かれた絵は発見されていない。ヨゼフ・ヘウモンスキは1849年生まれ、コルネリ・シュレーゲルは1819年生まれで絵の作者は死後かなり後の時代に生まれた画家ばかりである。また負傷歴として有名な頭部の傷も描かれていないことが多い。一般的に有名な肖像画は1858年生まれのヤン・スティカが描いた物であり、史実の顔は不明である。

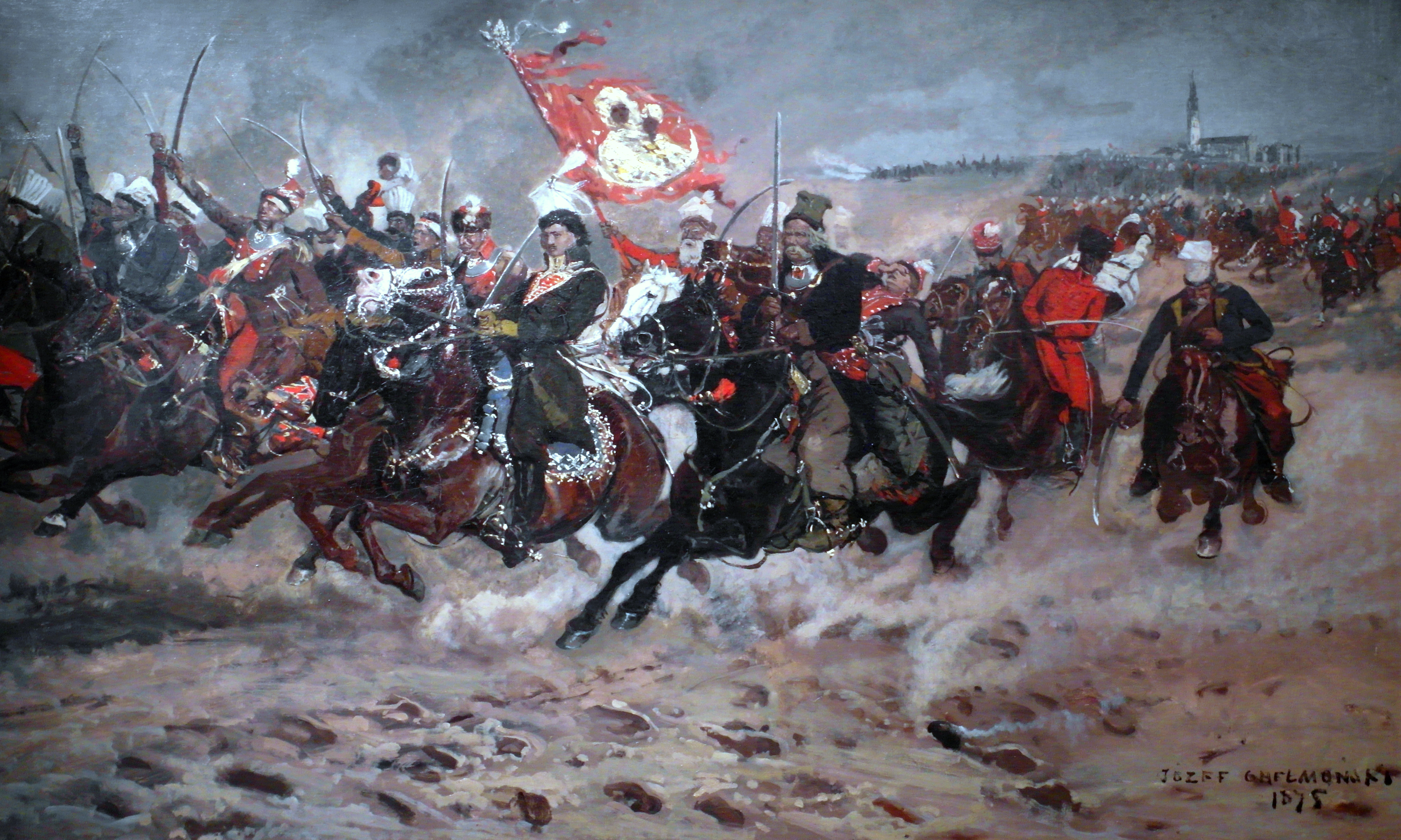
ユゼフ・ヘウモニスキが1875に描いたチェンストホヴァのプラスキ
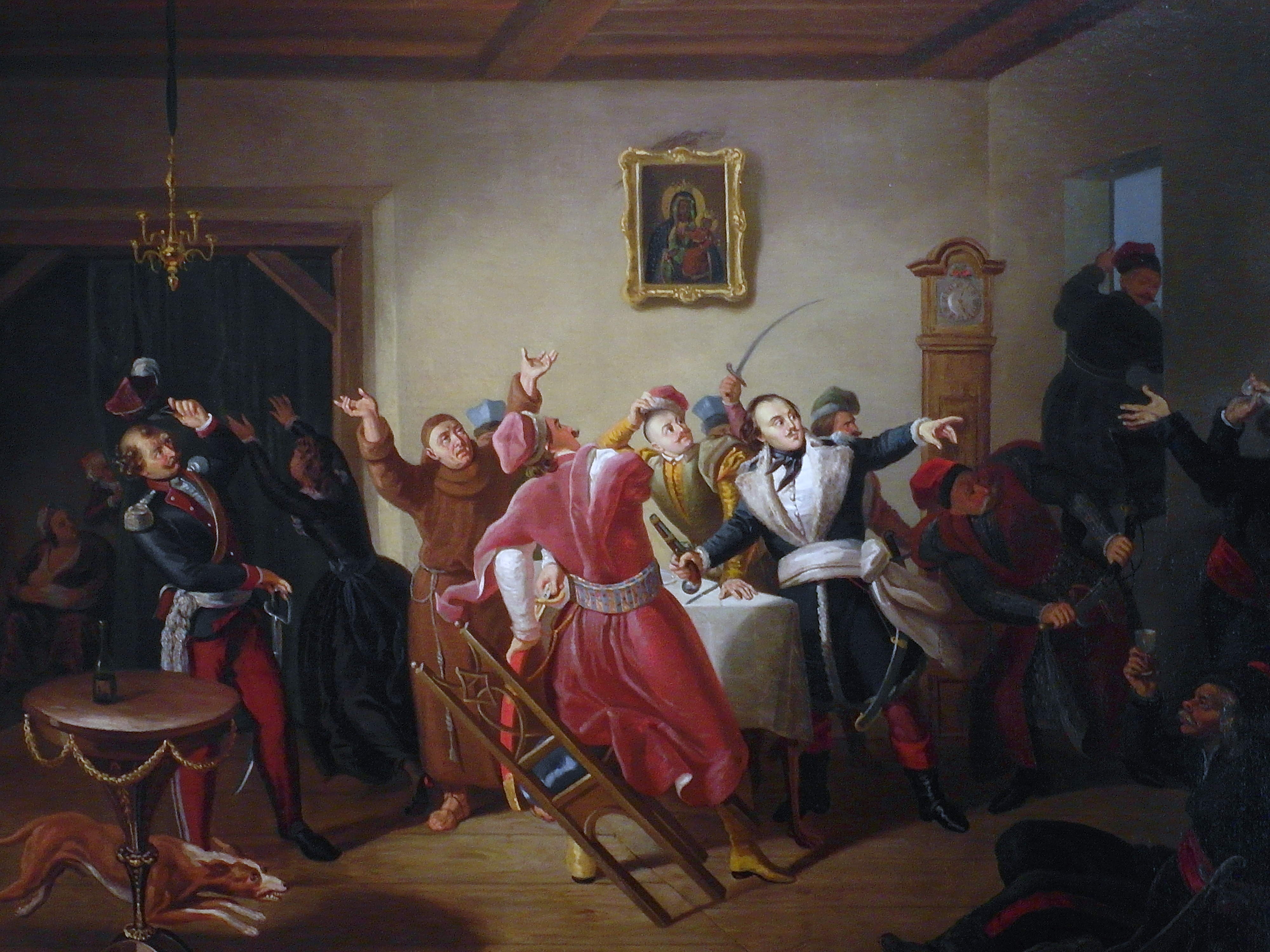
バール連合の支持者を集めるカシミール・プラスキ、コルネリ・シュレーゲル作
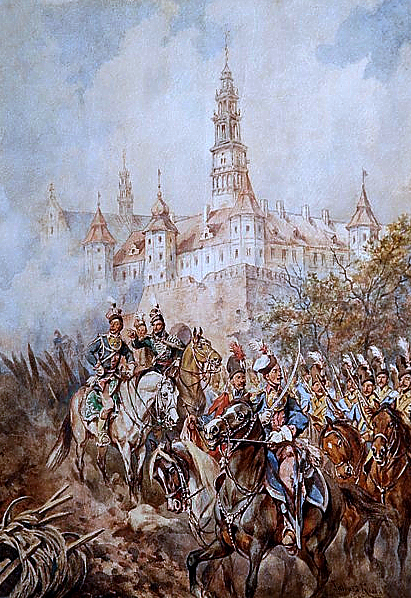
ヤスナグラ修道院の城壁の前に立つプラスキ、ユリウス コサック作
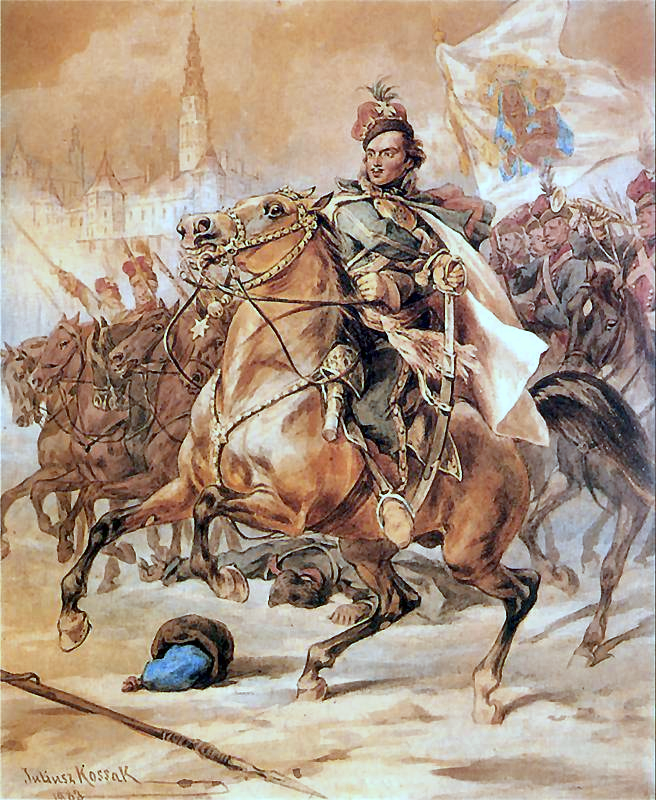
馬に乗ったプラスキー、1883年にユリウス・コサックが描いた
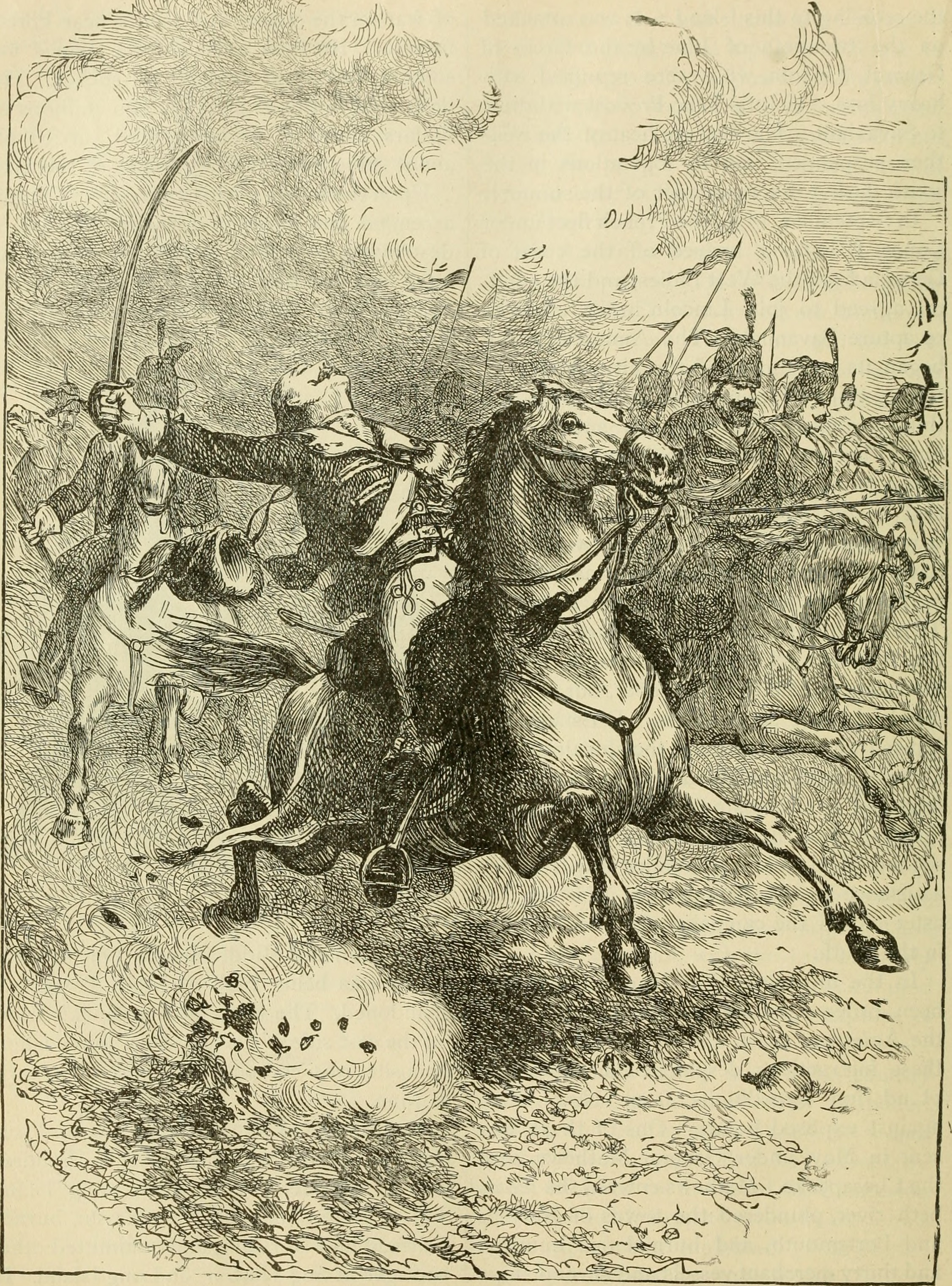
プワスキの死、1901年ごろの作品

## 関連項目

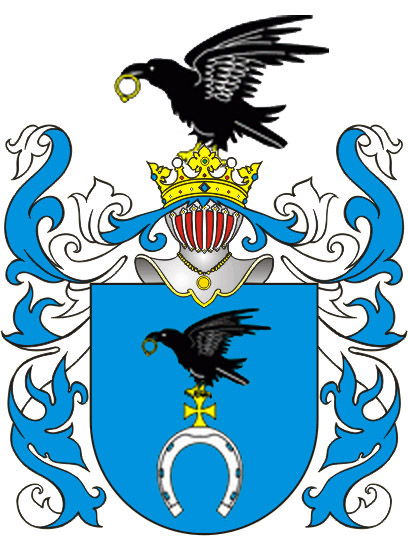
プワスキ家の紋章